# 雪宫街道
雪宫街道，是中华人民共和国山東省淄博市临淄区下辖的一个乡镇级行政单位。

## 行政区划
雪宫街道下辖以下地区：
桓公路社区、单家社区、桑家社区、东高社区、临园社区、堠皋社区、孙家社区、商场街社区、齐国商城社区、胜南社区、雪宫社区和西高村。